# Mirante
Mirante là một đô thị thuộc bang Bahia, Brasil. Đô thị này có diện tích 927,826 km², dân số năm 2007 là 17660 người, mật độ 19 người/km².